# Liste der Wintersportarten
Die Liste der Wintersportarten verzeichnet die auf Schnee und Eis mit und ohne Hilfsgeräte (und daher überwiegend im Winter) betriebenen Leistungssportarten. Zu diesen werden Hintergrundinformationen über die jeweilige Organisation sowie die in der Sportart ausgetragenen Wettkampfserien und Großereignisse gegeben.
Die wichtigsten Wintersportarten sind Teil der Olympischen Winterspiele.

## Olympische Wintersportarten
| Sportart              | Schnee/ Eis | Beschreibung | Verband                                              | Großereignisse/ Wettkampfserien | Bilder  |
| --------------------- | ----------- | --- | ---------------------------------------------------- | --- | ------- |
| Biathlon              | Schnee      | Beim Biathlon werden die Disziplinen Skilanglauf und Schießen miteinander kombiniert; zwischen den jeweiligen Schießeinlagen werden Runden von zwei bis zu vier Kilometern gelaufen. Es gibt pro Geschlecht fünf olympische Wettkämpfe, darunter auch die Staffel. | Internationale Biathlon-Union (IBU)                  | → Biathlon bei den Olympischen Spielen seit 1960 (Männer), seit 1992 (Frauen) Weltmeisterschaften, Europameisterschaften, Weltcup, IBU-Cup                                                 |         |
| Bobsport              | Eis         | Beim Bobsport geht es darum, mit einem Bobschlitten eine Eisbahn schnellstmöglich zu befahren. Dabei gibt es drei unterschiedliche olympische Disziplinen: Zweier- und Viererbob bei den Männern, nur Zweierbob bei den Frauen. | International Bobsleigh & Skeleton Federation (IBSF) | → Bobsport bei den Olympischen Spielen seit 1928 (Männer), seit 2002 (Frauen) Weltmeisterschaft, Weltcup                                                                                   |         |
| Curling               | Eis         | Beim Curling spielen zwei Mannschaften gegeneinander, die versuchen, möglichst viele ihrer eigenen Steine an einen bestimmten Punkt des Feldes heranzuschieben. Es gibt jeweils ein Turnier der Frauen und eines der Männer bei den Großereignissen. | World Curling Federation (WCF)                       | → Curling bei den Olympischen Spielen 1924, seit 1998 (Männer), seit 1998 (Frauen) Weltmeisterschaft, Europameisterschaft                                                                  |         |
| Eishockey             | Eis         | Eishockey ist eine Mannschaftssportart, bei der die beiden Teams versuchen, den Puck (die Spielscheibe) ins gegnerische Tor zu schießen. Es gibt jeweils ein Turnier der Frauen und eines der Männer bei Großereignissen. | Internationale Eishockey-Föderation (IIHF)           | → Eishockey bei den Olympischen Spielen seit 1920 (Männer), seit 1998 (Frauen) Weltmeisterschaft, Europameisterschaft, nationale/kontinentale Ligen wie die NHL                            |         |
| Eiskunstlauf          | Eis         | Im Eiskunstlauf befinden sich die Teilnehmer einzeln (oder als Paar) auf dem Eis und liefern dort ein von einer Jury beurteiltes Programm ab, das aus Sprüngen, Pirouetten und Schritten besteht. Neben den Einzel-Wettbewerben der Frauen und Männer sind auch die Wettkämpfe im Paarlaufen und im Eistanz olympisch. | Internationale Eislaufunion (ISU)                    | → Eiskunstlauf bei den Olympischen Spielen 1908, seit 1920 (Männer und Frauen) Weltmeisterschaften, Europameisterschaften, ISU-Grand-Prix-Serie                                            |         |
| Eisschnelllauf        | Eis         | Beim Eisschnelllauf laufen jeweils zwei Läufer gleichzeitig auf einer ovalen Strecke, dabei wird die Zeit gemessen. Die schnellste Zeit gewinnt, der Ausgang des direkten Duells ist unerheblich. Es sind unterschiedliche Strecken von 500 Metern bis zu 10.000 Metern (Männer) bzw. 5000 Meter (Frauen) olympisch. | Internationale Eislaufunion (ISU)                    | → Eisschnelllauf bei den Olympischen Spielen seit 1924 (Männer), seit 1960 (Frauen) Einzelstrecken-, Mehrkampf- und Sprintweltmeisterschaften, Weltcup                                     |         |
| Freestyle-Skiing      | Schnee      | Freestyle-Skiing ist eine alpine Wintersportart, bei der es besonders auf Geschicklichkeit ankommt. Die fünf Disziplinen unterscheiden sich stark, bei einigen wertet eine Jury, bei anderen entscheidet der direkte Vergleich. Die Gemeinsamkeiten liegen darin, dass alle Disziplinen auf Alpinskiern ausgetragen werden. Drei der fünf Sportarten sind olympisch.                                                                                      | Fédération Internationale de Ski (FIS)               | → Freestyle-Skiing bei den Olympischen Spielen seit 1992 (Männer und Frauen) Weltmeisterschaften, Weltcup                                                                                  |         |
| Nordische Kombination | Schnee      | Bei der Nordischen Kombination werden die beiden nordischen Skisportarten Langlauf und Skispringen kombiniert. In den meisten Wettkämpfen wird zunächst gesprungen, ehe die Weite in Sekunden umgerechnet wird, die jeweils den Rückstand der Athleten bestimmen. Es gibt zwei olympische Einzelrennen und einen Mannschaftswettbewerb. | Fédération Internationale de Ski (FIS)               | → Nordische Kombination bei den Olympischen Spielen seit 1924 (Männer), keine Frauenwettkämpfe Weltmeisterschaften, Weltcup, Grand Prix, Continental Cup                                   |         |
| Rennrodeln            | Eis         | Ähnlich wie Bobsport und Skeleton ging Rennrodeln aus dem Schlittensport hervor. Beim Rennrodeln geht es darum, eine künstlich angefertigte Bahn in einem Rodelschlitten auf dem Rücken liegend möglichst schnell zu befahren, die schnellste Zeit gewinnt. Während es bei den Männern Ein- und Doppelsitzer gibt, starten die Frauen nur im Einsitzer.                                                                                                   | Fédération Internationale de Luge (FIL)              | → Rennrodeln bei den Olympischen Spielen seit 1964 (Männer und Frauen) Weltmeisterschaften, Europameisterschaften, Weltcup, Challenge-Cup                                                  |         |
| Shorttrack            | Eis         | Shorttrack ist eine Variante des Eislaufs, bei der vier bis acht Athleten gleichzeitig auf einer ovalen Bahn Rennen über unterschiedliche Distanzen bestreiten. Dabei kommen jeweils die besten eines Laufes eine Runde weiter oder gewinnen (im Finale) den Wettkampf. Derzeit sind pro Geschlecht drei Einzeldisziplinen und die Staffel olympisch. | Internationale Eislaufunion (ISU)                    | → Shorttrack bei den Olympischen Spielen seit 1992 (Männer und Frauen) Weltmeisterschaften, Europameisterschaften, Weltcup                                                                 |         |
| Skeleton              | Eis         | Der Skeletonsport ist mit dem Rennrodeln, besonders aber mit dem Bobsport verwandt. Wie bei den anderen beiden Disziplinen muss der Athlet möglichst schnell eine Eisbahn befahren. Anders als beim Rennrodeln liegt der Sportler auf dem Schlitten jedoch auf dem Bauch. Es gibt pro Geschlecht einen Einzelwettkampf. | International Bobsleigh & Skeleton Federation (IBSF) | → Skeleton bei den Olympischen Spielen 1928, 1948, seit 2002 (Männer), seit 2002 (Frauen) Weltmeisterschaften, Europameisterschaften, Nordamerikameisterschaften, Weltcup, Europacup       |         |
| Ski Alpin             | Schnee      | Beim alpinen Skisport befahren Athleten auf Skiern einzeln eine mit Toren begrenzte Strecke. Die Torsetzung entscheidet über die Geschwindigkeit, sodass sich vier Sportarten etabliert haben, die in Technik- und Speeddisziplinen unterteilt werden. Außerdem existiert eine Alpine Kombination, bei der die Skiläufer sowohl einen Technik- als auch einen Speedwettbewerb bestreiten.                                                                 | Fédération Internationale de Ski (FIS)               | → Ski Alpin bei den Olympischen Spielen seit 1936 (Männer und Frauen) Weltmeisterschaften, Juniorenweltmeisterschaften, Weltcup, Europacup, Nor-Am Cup                                     |         |
| Ski Nordisch          | Schnee      | Oberbegriff für Nordische Kombination, Skilanglauf sowie Skispringen | Fédération Internationale de Ski (FIS)               | Weltmeisterschaften |         |
| Skilanglauf           | Schnee      | Die nordische Skisportart Skilanglauf besteht daraus, dass Athleten auf Skiern eine bestimmte Distanz von bis zu 50 Kilometern auf sogenannten Loipen laufen. Die unterschiedlichen Disziplinen, derzeit sind pro Geschlecht sechs olympisch, unterscheiden sich neben der Distanz auch im Stil, der entweder klassisch oder frei ist. | Fédération Internationale de Ski (FIS)               | → Skilanglauf bei den Olympischen Spielen seit 1924 (Männer), seit 1952 (Frauen) Weltmeisterschaften, Weltcup, Alpencup, Scandinavian Cup                                                  |         |
| Skispringen           | Schnee      | Skispringen ist neben Skilanglauf und der Nordischen Kombination die dritte nordische Skisportart. Bei dieser Disziplin versuchen die Athleten mit Skiern an den Füßen einen möglichst guten Sprung von einer Skisprungschanze zu landen. Dabei zählt neben der Weite auch die Ausführung, die von einer Jury beurteilt wird. Es gibt zwei olympische Einzelwettkämpfe und einen Teamwettkampf bei den Männern und einen Einzelwettbewerb bei den Frauen. | Fédération Internationale de Ski (FIS)               | → Skispringen bei den Olympischen Spielen seit 1924 (Männer), seit 2014 (Frauen) Weltmeisterschaften, Skiflug-Weltmeisterschaft, Weltcup, Vierschanzentournee, Grand Prix, Continental Cup | centerx |
| Snowboard             | Schnee      | Beim Snowboarden stehen die Athleten seitlich zur Fahrrichtung auf einem Brett, mit dem sie auf Schnee fahren. Ähnlich wie beim Freestyle-Skiing gibt es unterschiedliche Disziplinen, bei denen es entweder um die Zeit im direkten Vergleich oder um die Schwierigkeit von gezeigten Sprüngen geht. Derzeit sind drei Wettkämpfe pro Geschlecht olympisch.                                                                                              | Fédération Internationale de Ski (FIS)               | → Snowboard bei den Olympischen Spielen seit 1998 (Männer und Frauen) Weltmeisterschaften, Weltcup, Europacup, Ticket to Ride World Snowboard Tour                                         |         |

## Weitere Schneesportarten
| Sportart                    | Beschreibung | Bild |
| --------------------------- | --- | ---- |
| Extremskifahren             | Als Extremskifahren bezeichnet man die Form des Skifahrens, bei der die Piste besonders schwer zu befahren ist. |      |
| Firngleiten                 | Beim Firngleiten fahren alpine Skirennfahrer mit Kurzskiern auf weichem Früjahrsschnee. Die Sportart wird von der Fédération Internationale de Ski (FIS) organisiert; diese trägt regelmäßig Weltmeisterschaften sowie Europameisterschaften aus. |      |
| Fun-Carving                 | Das Fun-Carving ist eine weitere Variante des alpinen Skisports, bei der ein Hang auf Kurzskiern befahren wird. Die europäische Elite trifft sich regelmäßig bei Europameisterschaften. |      |
| Geschwindigkeits- skifahren | Auch das Geschwindigkeitsskifahren ist eine Variante des alpinen Skisports. Bei dieser geht es darum, auf einer präparierten Piste möglichst große Geschwindigkeit zu erreichen. |      |
| Gleitschuhfahren            | Der Gleitschuh ist ein Wintersportgerät, das sowohl auf Eis als auch auf Schnee benutzt werden kann. Dabei bewegt sich der Athlet rutschend fort. |      |
| Heliskiing                  | Auch das Heliskiing ist eine weitere alpine Disziplin mit der Besonderheit, dass die Skifahrer per Helikopter auf einen Berg gelangen und von dort auf unberührtem Tiefschnee losfahren. |      |
| Monoski                     | Der Monoski ist ein Sportgerät, mit dem die Athleten auf Schnee fahren können. Anders als beim Snowboard sind beim Monoski die Bindungen parallel zueinander montiert, außerdem fahren die Sportler mit Skistöcken. |      |
| Rallye (teilweise)          | Einige Veranstaltungen der von der FIA ausgetragenen Rallye-Weltmeisterschaft wie die Läufe in Norwegen werden im Winter auf Schnee ausgetragen. Da sich die Weltmeisterschaft über die ganze Saison streckt, findet jedoch der Großteil der Wettkämpfe nicht auf Schnee statt.                                                                                  |      |
| Reifenrodeln                | Das Reifenrodeln ist eine Variante des Rennrodelns; es wird jedoch auf Schnee statt auf Eis und auf einem mit Luft gefüllten Schlauch ausgetragen. |      |
| Schlittenhunderennen        | Beim Schlittenhunderennen ziehen Schlittenhunde ein Gespann über unterschiedliche Distanzen, sie werden dabei von einem Musher gelenkt. Der Weltverband trägt die Weltmeisterschaften aus. Unterschieden werden Langstreckenrennen, meist in mehreren Etappen, und Kurzstreckenwettbewerbe. Außerdem wird nach Anzahl der Hunde und ihrer Leinung unterschieden. |      |
| Schneemobilsport            | Beim Schneemobilsport fahren zwei oder mehr Fahrer mit ihrem Schneemobil gegeneinander. Dabei gibt es sowohl Geschwindigkeits- als auch Geschicklichkeitswettkämpfe. Der Sport ist Teil der Winter-X-Games; es werden aber auch Weltmeisterschaften veranstaltet.                                                                                                |      |
| Skibob                      | Der Skibob ist ein Sportgerät, mit dem die Athleten sitzend Skipisten befahren. Die Fédération Internationale de Skibob (FISB) organisiert auch Weltmeisterschaften. |      |
| Ski-Orientierungslauf       | Der Ski-Orientierungslauf verbindet Orientierungslauf und Skilanglauf. Die Athleten müssen sich mit einer Karte zurechtfinden und die markierten Posten auf präparierten Loipen erreichen. Die International Orienteering Federation (IOF) organisiert alle zwei Jahre Weltmeisterschaften und Weltcups.                                                         |      |
| Skibergsteigen              | Mithilfe von Skiern werden beim Skibergsteigen Berge abseits der präparierten Lipen bestiegen und wieder hinuntergefahren. Der International Council for Ski Mountaineering Competitions (ISMC) richtet regelmäßig Europameisterschaften, Weltmeisterschaften sowie Europacups und Weltcups aus.                                                                 |      |
| Skijöring                   | Beim Skijöring lässt sich der Sportler von einem Pferd, von Schlittenhunden oder auch von motorisierten Gefährten ziehen; es geht darum, das Ziel möglichst schnell zu erreichen. |      |
| Snowkiting                  | Das Snowkiting ist eine Variante des Lenkdrachensegelns, bei der sich der Skifahrer von einem Drachen ziehen lässt. Es kann sowohl auf Alpinskiern als auch auf Snowboards durchgeführt werden. Der zuständige Verband ist die International Snow Kiting Association (ISKA).                                                                                     |      |
| Snowscooting                | Das Snowscoot ist eine Mischung aus einem BMX-Fahrrad und einem Snowboard. Es handelt sich um ein Fahrrad mit Gleitflächen statt Rädern, mit dem man Skipisten befahren kann. |      |
| Telemarken                  | Beim Telemarken handelt es sich um einen besonderen Skistil, bei dem der Fahrer kniet, eine Ferse nach oben hebt und einen Ski nach vorne schiebt. Die Fédération Internationale de Ski (FIS) organisiert Wettbewerbe in drei unterschiedlichen Disziplinen. |      |
| Wintertriathlon             | Der Wintertriathlon ist die winterliche Form des Triathlons, bei der die Athleten direkt hintereinander Wettbewerbe im Crosslauf, Mountainbiken und Skilanglauf bestreiten. |      |
| Zipflbob                    | Ein Zipflbob ist ein Sportgerät, das eine kleinere Version des Bobs ist und mit dem man über Schnee rutscht. |      |

## Sportarten auf Eis
Eissportarten sind zum Beispiel:
- Eisangeln
- Eisklettern
- Eislauf
- Eisrennen
- Eissegeln
- Eisspeedway
- Gleitschuhfahren
- Eisstockschießen
- Ringette

## Sportarten im Wasser
- Winterschwimmen